# Rio delle Vergini
Ne doit pas être confondu avec Rio de San Girolamo.

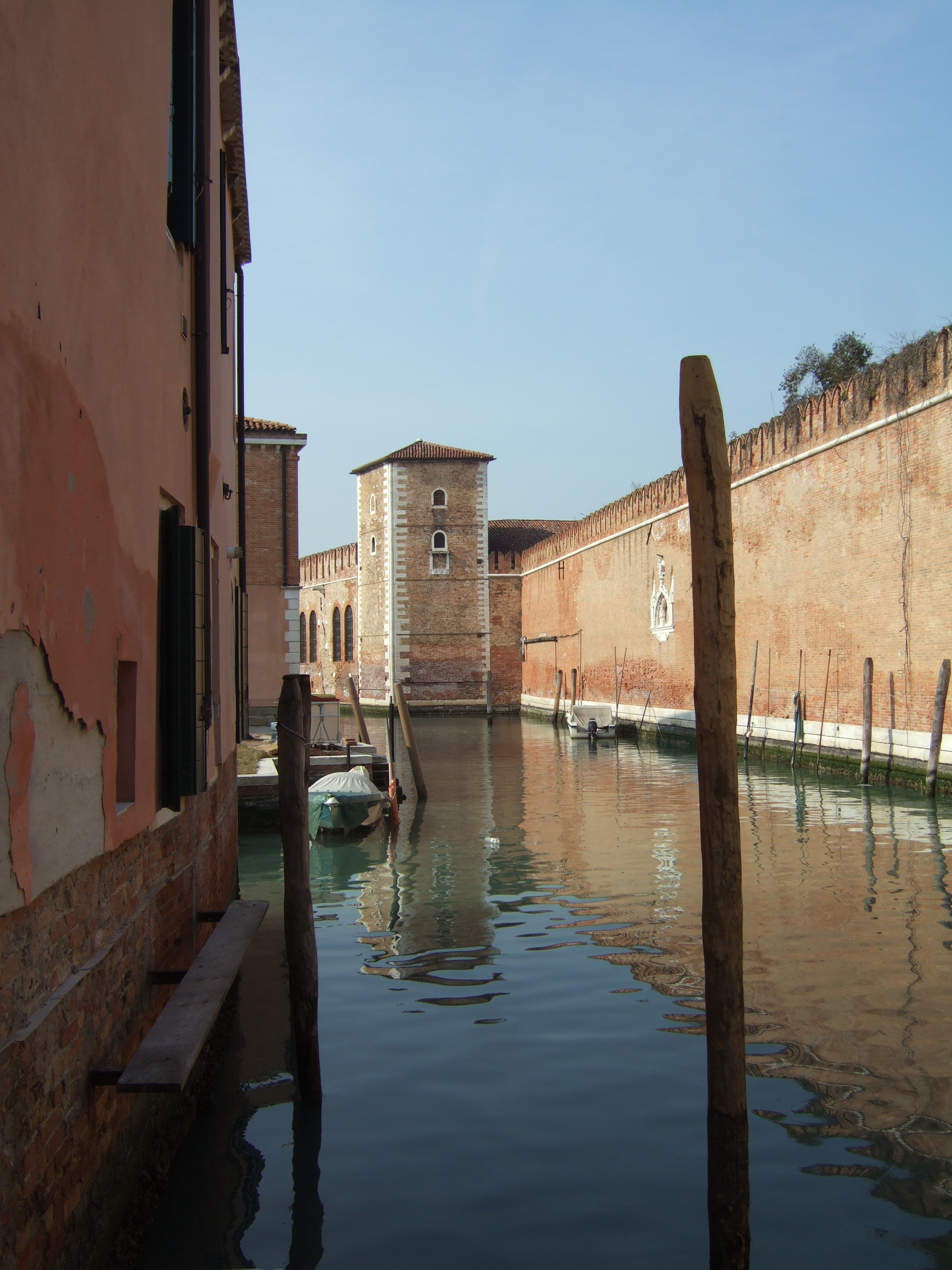
Partie est-ouest, vue vers l'ouest

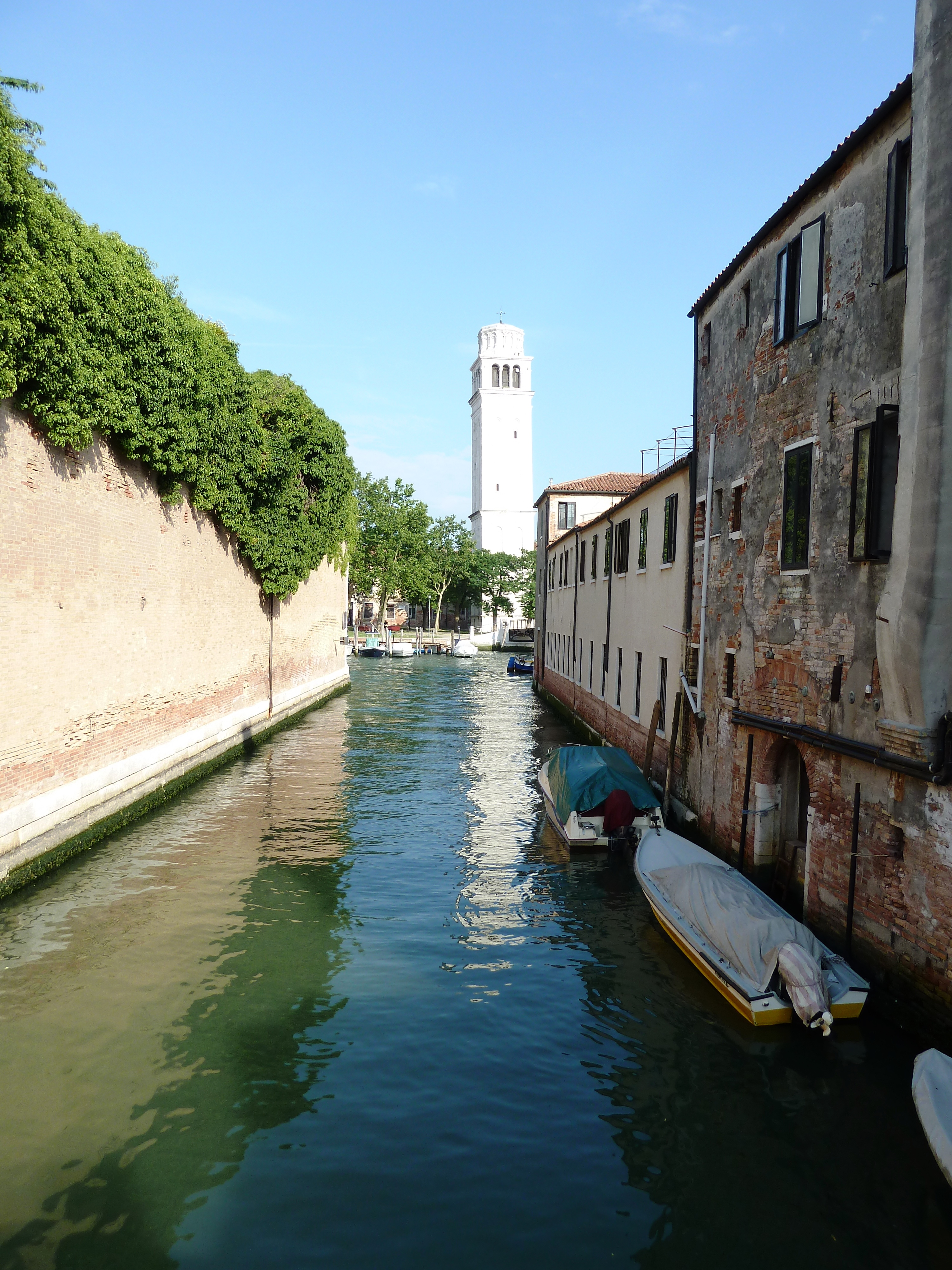
Embouchure du rio dans le canal de San Pietro

Le rio delle Vergini (en vénitien rio de le Verzene;canal des Vierges) est un canal de Venise dans le sestiere de Castello. 

## Église Sainte-Marie de la Conception
Ugolino, comte de Segni et évêque d'Ostia, futur pape Gregoire IX, venu demander l'appui de la République contre Frédéric II, conseilla en 1224 en tant que légat pontifical d'Honorius III à Venise au doge Pietro Ziani d'ériger une église appelée Santa Maria Nuova di Gerusalemme, en mémoire de l'église éponyme détruite peu avant en Palestine par les Sarrasins. 
Le doge s'exécuta et y ajouta un couvent de religieuses Augustiniennes avec la robe de Saint-Marc, qui appelèrent cet ensemble vulgairement Santa Maria delle Vergini. Le monastère étant soumis au patronage du Doge, celui-ci intervenait personnellement à l'occasion de l'investiture des abbesses. Célèbre à Venise à l'égal de celui de San Lorenzo ou de San Zaccharia, il fut peuplé par des religieuses provenant de la fine fleur de la noblesse vénitienne qui y venaient pour ne pas disperser le patrimoine familier. À l'origine dirigé par des chanoines réguliers de Saint-Marc de Mantoue, hébergés à proximité, mais ces derniers furent renvoyés pour mauvais comportement.
Par décret du 23 avril 1613, chaque année au 1er mai, le doge et la dogaresse devaient visiter formellement l'église et le monastère. Cette coutume fut respectée jusqu'à la fin de la République. 
Par décret du 28 juillet 1806, la communauté fut concentrée à San Gerolamo. L'ensemble fut remis à la Veneta Marina en 1806 et en 1809 transformé en bagne. Aujourd'hui détruit, la zone excavée en 1869 sert comme bassin de radoub (la Darsena Grande).

## Description
Le rio delle Vergini a une longueur de 128,7 mètres. Il relie le rio de San Gerolamo vers l'est au canal de San Piero. Il longe l'Arsenal de Venise sur son flanc septentrional. Son segment à l'ouest du Rio di San Daniele (Rielo) est long de 57,5 m et son segment à l'est de 71,2 m.
Vu de la fin de la Salizada Streta, à l'époque la seule liaison piéton existante était constituée par le pont des Verzene qui introduisait dans un petit campo ouvert sur le rio de le Verzene et délimité sur les autres trois côtés de hautes murailles qui se soudaient sur le front d'une grande maison à deux étages dont le portail en style gothique constituait l'entrée du couvent. L'église qui n'avait pas d'accès à partir de la voie publique, avait l'abside tournée selon la tradition vers l'est, en regardant le canal de Saint Piero de Castelo, alors que le front se montrait sur le parvis étroit à l'abri des constructions qui formaient le couvent. Le clocher massif avait des caractéristiques architecturales typiques du XIIIe siècle. L'ensemble fut reconstruit après deux incendies, successivement en 1368 et 1487.

## Situation
Ce rio longe :
- le campo San Daniele.

## Pont
Ce rio est traversé par un pont privé :

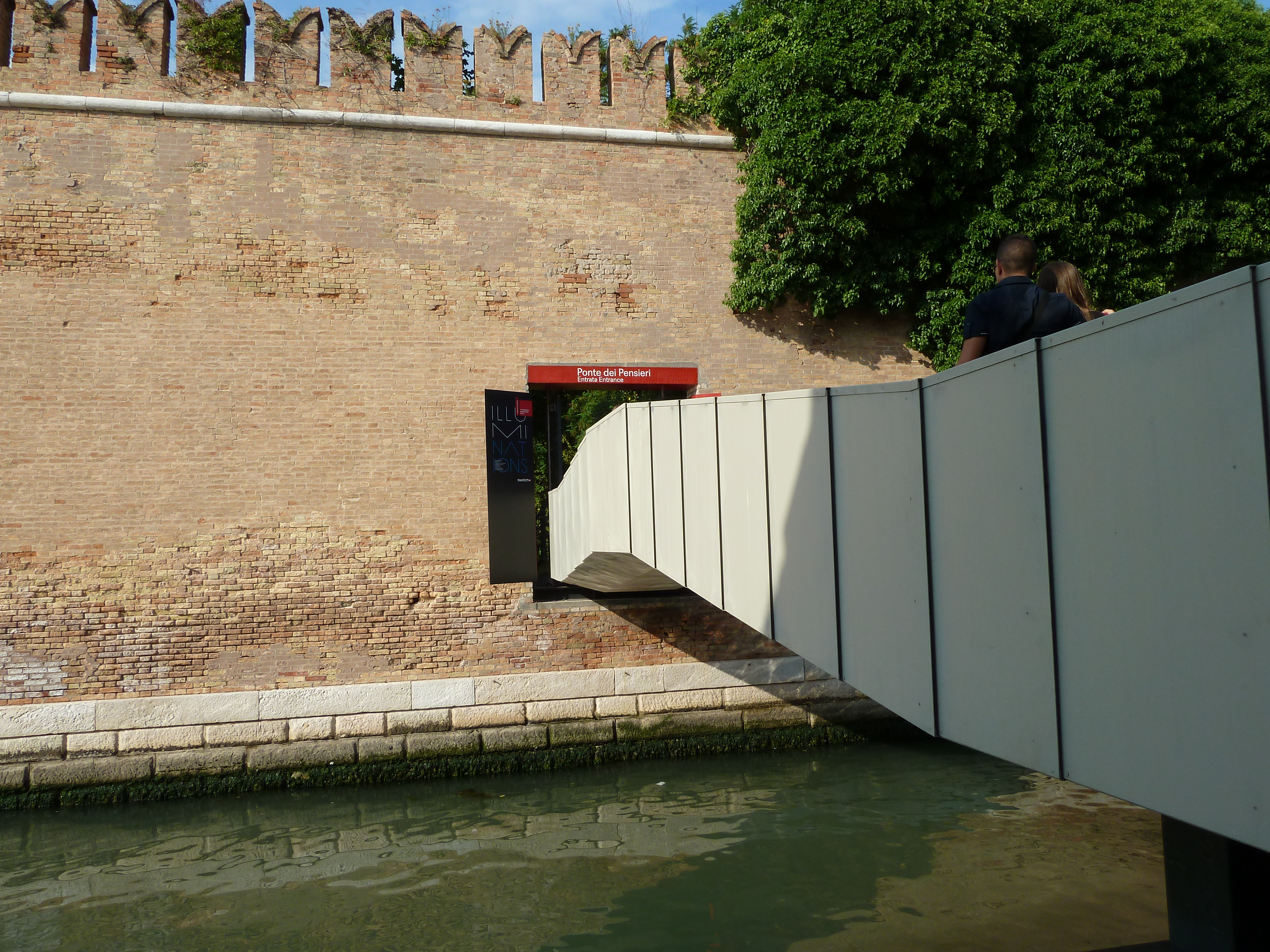
Ponte dei Pensieri, pont privé reliant salizada Streta et l'arsenal